# The Empty Chair
"The Empty Chair" é uma canção do documentário Jim: The James Foley Story, dirigido por Brian Oakes e lançado em 2016. Escrita e produzida por J. Ralph e Sting, foi indicada ao Oscar de melhor canção original na edição de 2017.